# Новоникольское (Крым)
Новонико́льское  (до 1948 года нас. пункт 2-го отд. совхоза Большевик; укр. Новомикільське, крымскотат. Bek Bolatçı, Бек Болатчы) — село в Красногвардейском районе Республики Крым, входит в состав Ровновского сельского поселения (согласно административно-территориальному делению Украины — Ровновского сельского совета Автономной Республики Крым).

## Население
| 2001 | 2014 |
| ---- | ---- |
| 485  | ↘355 |

Всеукраинская перепись 2001 года показала следующее распределение по носителям языка
| Язык             | Процент |
| ---------------- | ------- |
| крымскотатарский | 51.55   |
| русский          | 34.02   |
| украинский       | 12.16   |
| другие           | 0.41    |

## Современное состояние
На 2017 год в Новоникольском числится 6 улиц; на 2009 год, по данным сельсовета, село занимало площадь 108,9 гектара на которой, в 161 дворе, проживало 440 человек. В селе действует библиотека, фельдшерско-акушерский пункт, магазин. Новоникольское связано автобусным сообщением с райцентром и соседними населёнными пунктами.

## География
Новоникольское — село в восточной части района, в степном Крыму, лежащее на обоих берегах Салгира в его нижнем течении, высота центра села над уровнем моря — 47 м. Соседние сёла: Молочное в 1,5 км на запад, Новопокровка в 5 км на северо-востоквосток и Ровное в 3,7 км на юго-запад. Расстояние до райцентра — около 20 километров (по шоссе), там же ближайшая железнодорожная станция — Урожайная. Транспортное сообщение осуществляется по региональным автодорогам 35Н-226 от шоссе 35Н-258 Красногвардейское — Новоекатериновка и 35Н-246 Ровное — Новоникольское (по украинской классификации — С-0-10615 и С-0-10635).

## История
Впервые селение Никольское, примерно на месте современного села (учитывая неточность карты), встречается на 10 верстовке Крыма Крымского Статистического Управления 1922 года. Согласно Списку населённых пунктов Крымской АССР по Всесоюзной переписи 17 декабря 1926 года, в совхозе Ново-Никольский Ново-Покровского сельсовета Джанкойского района, числилось 23 двора, все крестьянские, население составляло 42 человека, из них 26 русских, 11 украинцев, 3 немца и 1 белорус и 1 еврей. На карте размещения совхозов и МТС по Крымской АССР 1934 года обозначено уже село Ново-Никольское. После создания в 1932 года совхоза «Большевик» Ново-Никольское стало одном из его отделений. Постановлением Президиума КрымЦИКа «Об образовании новой административной территориальной сети Крымской АССР» от 26 января 1935 года был создан немецкий национальный (лишённый статуса национального постановлением Оргбюро ЦК КПСС от 20 февраля 1939 года) Тельманский район (с 14 декабря 1944 года — Красногвардейский) и село включили в его состав.
После освобождения Крыма от фашистов, 12 августа 1944 года было принято постановление № ГОКО-6372с «О переселении колхозников в районы Крыма» по которому в район из областей Украины и России переселялись семьи колхозников, а в начале 1950-х годов последовала вторая волна переселенцев из различных областей Украины. С 25 июня 1946 года Ново-Никольское в составе Крымской области РСФСР. Указом Президиума Верховного Совета РСФСР от 18 мая 1948 года, населенному пункту 2-го отделения совхоза «Большевик» (такое название у села было на последней довоенной карте 1941 года) присвоили (фактически вернули старое) название Ново-Никольское. 26 апреля 1954 года Крымская область была передана из состава РСФСР в состав УССР. Время включения в Ровновский сельсовет пока не установлено: на 15 июня 1960 года село уже числилось в его составе. По данным переписи 1989 года в селе проживало 897 человек. С 12 февраля 1991 года село в восстановленной Крымской АССР, 26 февраля 1992 года переименованной в Автономную Республику Крым. 24 марта 1997 Верховная Рада Крыма присоединила к Новоникольскому село Краснопольное. С 21 марта 2014 года в составе Крыма аннексировано Россией.